# Episodi di Doraemon (serie animata 2005) (diciannovesima stagione)
Questa è la lista degli episodi della diciannovesima stagione dell'anime 2005 di Doraemon.
In Giappone è trasmessa su TV Asahi, dal 7 gennaio 2023.

## Episodi
Questa lista è suscettibile di variazioni e potrebbe essere incompleta o non aggiornata.

| Nº  | Giapponese 「Kanji」 - Rōmaji | In onda           | In onda |
| Nº  | Giapponese 「Kanji」 - Rōmaji | Giapponese        |         |
| 657 | 「宝さがしペーパー」 - Takara sagashi pēpā「カッカホカホカ」 - Kakkahokahoka                                                                                                   | 7 gennaio 2023    |         |
| 658 | 「巨大ロボットで雪あそび!?」 - Kyodai robotto de yuki asobi!? | 14 gennaio 2023   |         |
| 659 | 「ありがたみわかり機」 - Arigatamiwakariki | 21 gennaio 2023   |         |
| 660 | 「鬼のパンツはいいパンツ?」 - Oninopantsu wa ī pantsu? | 28 gennaio 2023   |         |
| 661 | 「ツボ押し壺」 - Tsubo oshi tsubo「雪男のアルバイト」 - Yukiotoko no arubaito                                                                                                  | 4 febbraio 2023   |         |
| 662 | 「ドタバタ虫歯逃亡記」 - Dotabata mushiba tōbō-ki「お子さまハンググライダー」 - Okosama hanguguraidā                                                                           | 11 febbraio 2023  |         |
| 663 | 「のびタコ捕獲大作戦!」 - Nobi tako hokaku dai sakusen!「カチカチカメラ」 - Kachikachikamera                                                                                   | 18 febbraio 2023  |         |
| 666 | 「ヒミツゲンシュ犬」 - Himitsugenshuken「水玉カプセルの旅」 - Mizutama kapuseru no tabi                                                                                        | 11 marzo 2023     |         |
| 667 | 「3月は卒業の季節」 - 3 Tsuki wa sotsugyō no kisetsu「深海潜水艦たった二百円!!」 - Shinkai sensuikan tatta ni hyaku-en!!                                                       | 18 marzo 2023     |         |
| 668 | 「ばくはつこしょう」 - Baku hatsuko shou「バランストレーナー」 - Baransutorēnā                                                                                                 | 25 marzo 2023     |         |
| 669 | 「エイプリルフールにウソージキ」 - Eipurirufūru ni usōjiki「野生ペット小屋」 - Yaseipettogoya                                                                                  | 1º aprile 2023    |         |
| 670 | 「手作りの雲は楽しいね」 - Tedzukuri no kumo wa tanoshī ne | 8 aprile 2023     |         |
| 671 | 「実物ミニチュア大百科」 - Jitsubutsu minichua ōhyakka | 15 aprile 2023    |         |
| 672 | 「ま夜中に山びこ山が!」 - Ma yonaka ni yamabikoyama ga!「ボトルシップ大海戦」 - Botorushippu dai kaisen                                                                        | 22 aprile 2023    |         |
| 673 | 「かるがるつりざお」 - Karugaru tsuri zao | 29 aprile 2023    |         |
| 674 | 「ドラやき・映画・予約ずみ」 - Dorayaki eiga yoyaku-zumi | 6 maggio 2023     |         |
| 675 | 「右か左か人生コース」 - Migi ka hidari ka jinsei kōsu | 13 maggio 2023    |         |
| 676 | 「そのときどこにいた」 - Sono toki dokoni ita「シャラガム」 - Sharagamu | 20 maggio 2023    |         |
| 677 | 「ぐうたら感謝の日」 - Gūtara kansha no hi「しずかちゃんの心の秘密」 - Shizukachan no kokoro no himitsu                                                                        | 27 maggio 2023    |         |
| 678 | 「大きくなってジャイアンをやっつけろ」 - Ōkiku natte jaian o yattsukero | 3 giugno 2023     |         |
| 679 | 「ブラック・ホワイトホールペン」 - Burakku howaitohōrupen | 10 giugno 2023    |         |
| 680 | 「アワビとり潜水艦出航」 - Awabi tori sensuikan shukkō「地下鉄をつくっちゃえ」 - Chikatetsu o tsukutchae                                                                       | 17 giugno 2023    |         |
| 681 | 「消せ!イ・レーザーポインター」 - Kese! Irēzāpointā | 24 giugno 2023    |         |
| 682 | 「タランポリン」 - Taranporin | 1º luglio 2023    |         |
| 683 | 「ホームメイロ」 - Hōmumeiro | 8 luglio 2023     |         |
| 684 | 「虫ぐんぐん」 - Mushi gungun | 15 luglio 2023    |         |
| 685 | 「のび太運送はいかが」 - Nobita unsō wa ikaga「あいつを固めちゃえ」 - Aitsu o katame chae                                                                                      | 22 luglio 2023    |         |
| 686 | 「正義のパトカー」 - Seigi no patokā | 29 luglio 2023    |         |
| 687 | 「『チャンスカメラ』で特ダネ写真を…」 - “Chansu kamera” de tokudane shashin o…                                                                                                 | 5 agosto 2023     |         |
| 688 | 「空ぶりは巻（ま）きもどして」 - 'Sora-buri wa maki (ma) ki modoshite' | 12 agosto 2023    |         |
| 689 | 「広～い宇宙（うちゅう）で海水浴」 - Hiro-i uchu (uchi ~yuu) de kaisuiyoku | 19 agosto 2023    |         |
| 690 | 「ネッシーがくる」 - Nesshī ga kuru「お化けツヅラ」 - Obaketsudzura | 26 agosto 2023    |         |
| 691 | 「だいこんダンスパーティー」 - Daikon dansupātī | 9 settembre 2023  |         |
| 692 | 「なかまバッジ」 - Naka ma bajji | 16 settembre 2023 |         |
| 693 | 「答え一発！みこみ予ほう機」 - Kotae ippatsu! Mikomiyohōki「自動買いとり機」 - Jidō kaitori-ki                                                                                 | 23 settembre 2023 |         |
| 694 | 「雨がふっても花火はできる」 - Ame ga futte mo hanabi wa dekiru | 30 settembre 2023 |         |
| 695 | 「未来世界の怪（かい）人」 - Mirai sekai no kai (kai) hito「おはなしバッジ」 - O hanashi bajji                                                                                 | 7 ottobre 2023    |         |
| 696 | 「あしたの新聞」 - Ashita no shinbun「ねながらケース」 - Nenagara kēsu | 14 ottobre 2023   |         |
| 697 | 「箱庭で松たけがり」 - Hakoniwa de matsutake gari | 21 ottobre 2023   |         |
| 698 | 「酒の泳ぐ川」 - Sake no oyogu kawa「かしきり電話」 - Kashikiri denwa | 28 ottobre 2023   |         |
| 699 | 「どんぶらガス」 - Don bura gasu「のび太のヘリコプター」 - Nobita no herikoputā                                                                                                | 4 novembre 2023   |         |
| 700 | 「宇宙探検（うちゅうたんけん）ごっこ」 - Uchū tanken (uchi ~yuutanken)-gokko「正義（せいぎ）のみかたセルフ仮面（かめん）」 - Masayoshi (sei gi) nomi kata serufu kamen (kamen) | 11 novembre 2023  |         |
| 701 | 「シズメバチの巣」 - Shizumebachinosu | 18 novembre 2023  |         |
| 702 | 「つばさちゃんがうちへきた」 - Tsubasa-chan ga uchi e kita「無生物しきぼう」 - Museibutsu shiki bō                                                                             | 25 novembre 2023  |         |
| 703 | 「ふにゃふニャン」 - Fu ni ~yafu nyan「ハンディキャップ」 - Handikyappu | 2 dicembre 2023   |         |
| 704 | 「おこぼれワンワン」 - O kobore wan wan | 9 dicembre 2023   |         |
| 705 | 「光ファイバーつた」 - Hikari faibā Tsuta | 16 dicembre 2023  |         |

## Speciali
| Nº  | Titolo italiano Giapponese 「Kanji」 - Rōmaji | In onda          | In onda                     |
| Nº  | Titolo italiano Giapponese 「Kanji」 - Rōmaji | Giapponese       | Italiano                    |
| S81 | Un giorno libero per Doraemon 「ドラえもんに休日を!!」 - Doraemon ni kyūjitsu o!!「手作り工作をほんものに」 - Tedzukuri kōsaku o hon mono ni「ゆうれい城へ引っこし」 - Yu rei shiro e hikkoshi「できたらいいな！ 夢（ゆめ）の押（お）し入れ大改造（かいぞう）」 - Dekitara i na! Yume (yume) no Osae (o) shi-ire dai kaizō (kai zō) | 2 settembre 2023 | 21 marzo 2016-              |
| S82 | I No-Beatles! 「結成！のびーとるず」 - Kessei! No bītoruzu「かみなりだいこ」 - Kaminarida iko「クリスマスツリーの種」 - Kurisumasutsurī no tane | 23 dicembre 2023 | 24 maggio 2018-             |
| S83 | 「ゴロ合わせでおせちをつくろう」 - Goro-awase de ose chi o tsukurouProblemi di cuore 「ドラえもんに恋したタヌキ」 - Doraemon ni koi shita tanukiUn unicorno da salvare 「空想動物サファリパークと約束の笛」 - Kūsō dōbutsu safaripāku to yakusoku no fue                                                                            | 31 dicembre 2023 | -6 giugno 201813 marzo 2024 |